# Gnetum luofuense
Gnetum luofuense är en kärlväxtart som beskrevs av Ching Yung Cheng. Gnetum luofuense ingår i släktet Gnetum och familjen Gnetaceae. Inga underarter finns listade i Catalogue of Life.

## Bildgalleri

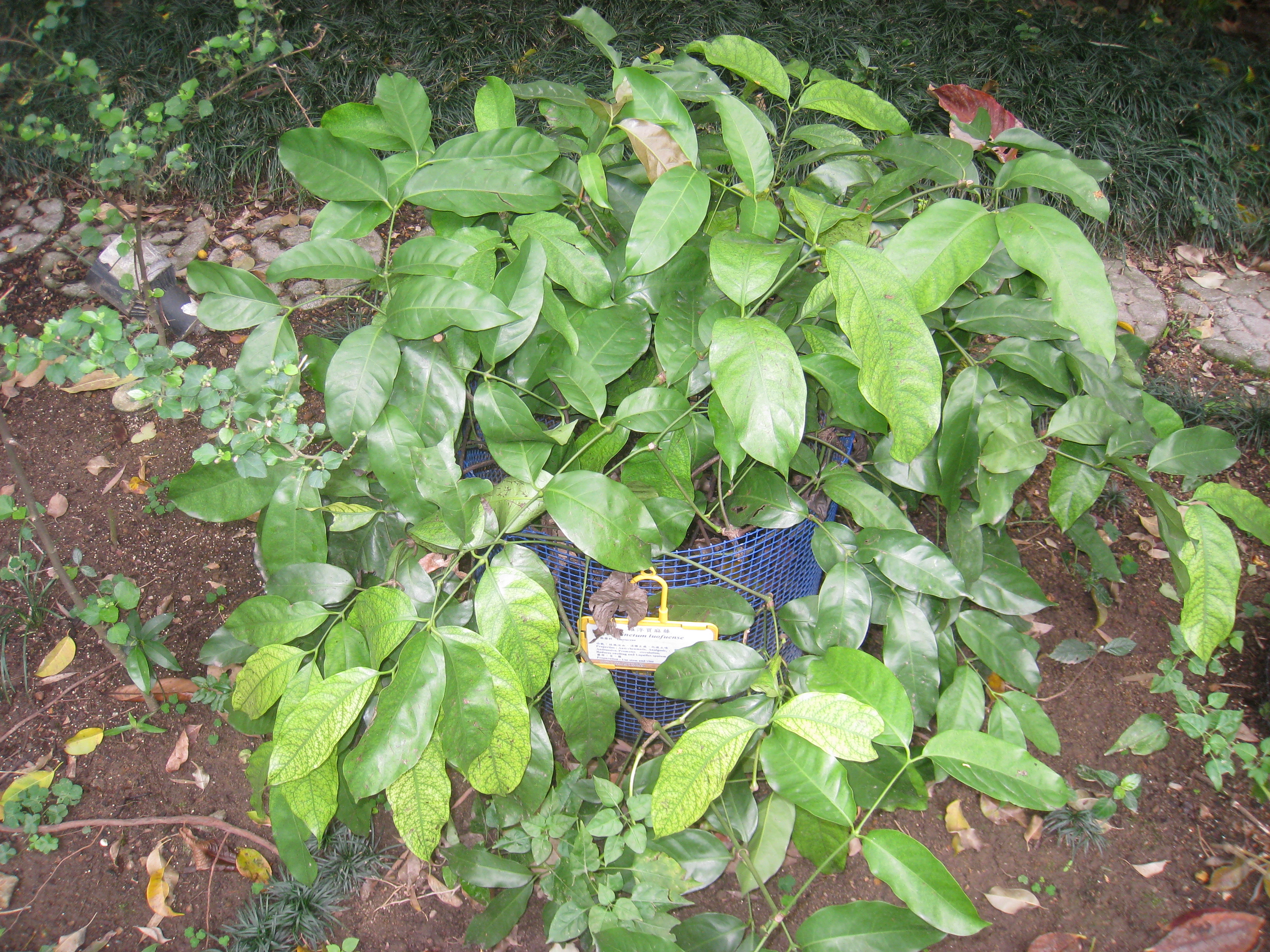